# Савва (Слепушкин)

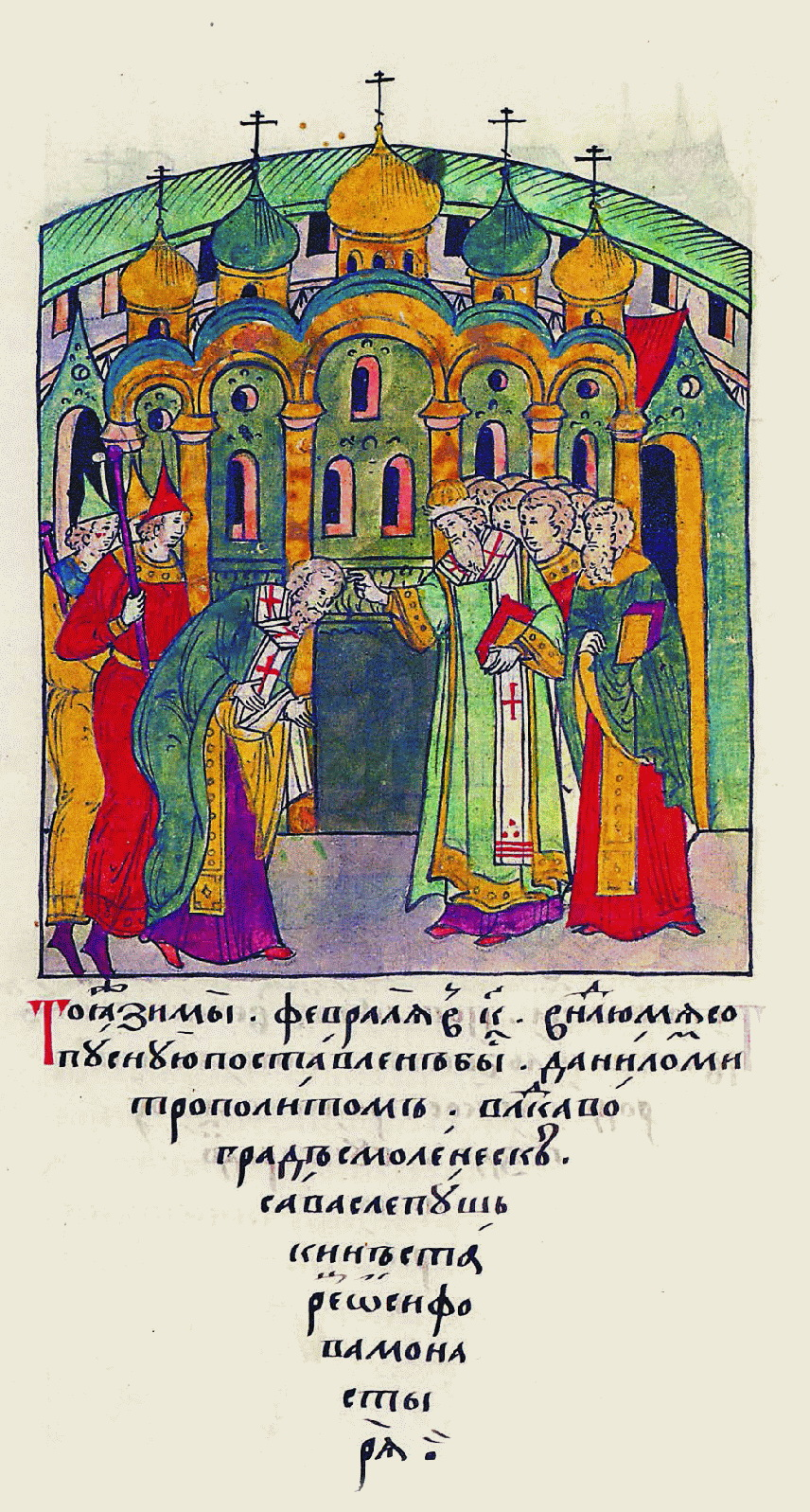
Митрополит Даниил поставляет Савву (Слепушкина) во епископа Смоленского. Миниатюра из Лицевого летописного свода. 70-е годы XVI века

Епископ Савва (Слепушкин) — епископ Русской православной церкви, епископ Смоленский и Брянский.
Происходил из дворянского рода.
До епископства был иеромонахом Иосифова Волоколамского монастыря, в котором и принял пострижение. Ученик святого Иосифа Волоцкого. Иосифлянин.
В сан епископа Смоленского хиротонисан 20 февраля 1536 года. Хиротонию возглавил митрополит Московский и всея Руси Даниил.
Епархией управлял до 1538 года.
Год смерти неизвестен. Погребён в Иосифо-Волоколамском монастыре.